# 川原町 (岐阜市)

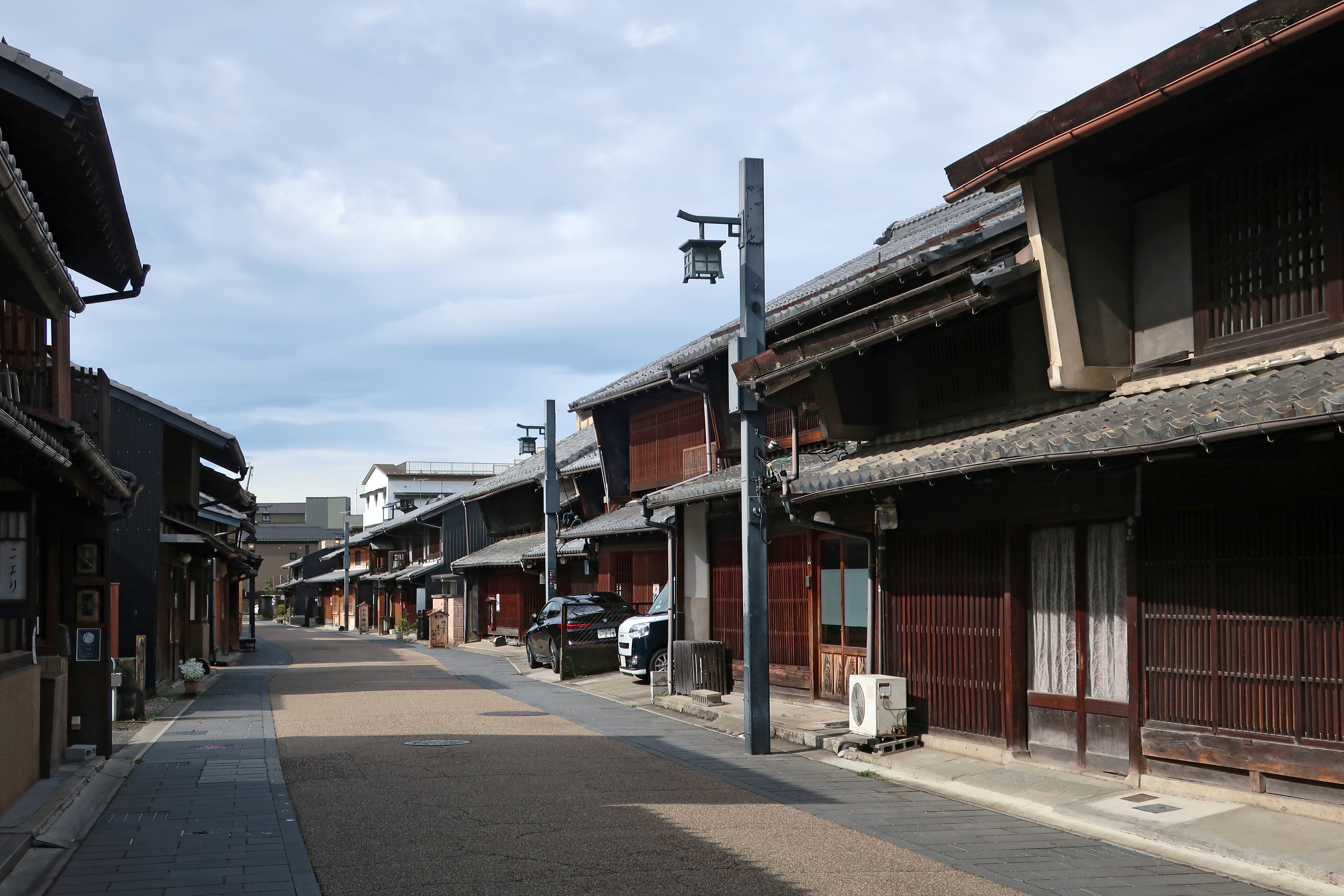
川原町-目抜き通り

川原町（かわらまち）は、岐阜県岐阜市にある長良橋南の通りの名称、およびその地域一帯の通称である。

## 特徴

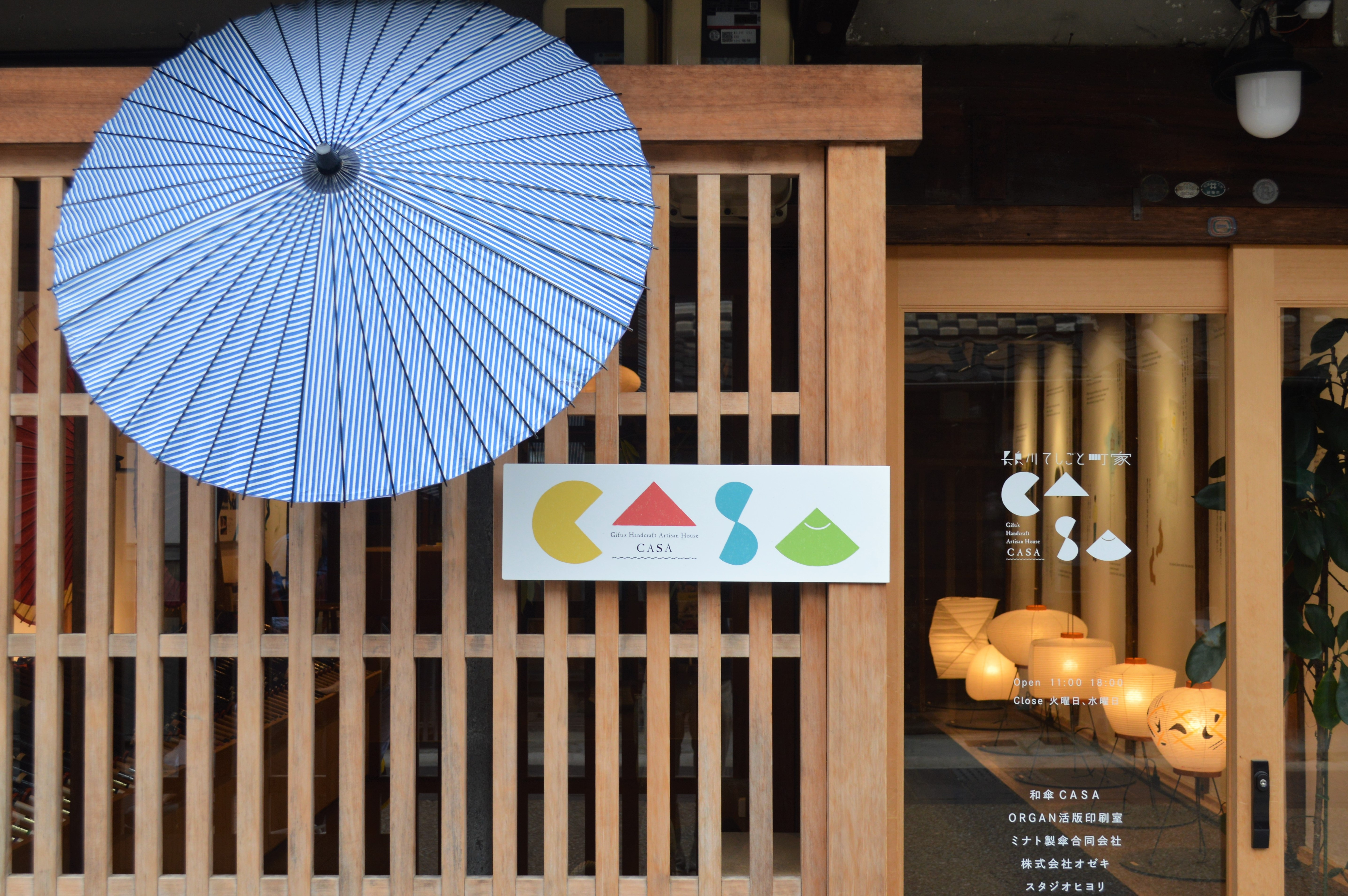
長良川てしごと町屋CASA

長良橋のたもとにある鵜飼観覧船事務所から南へ延びるこの通りは、湊町、玉井町、元浜町地域を横断し材木町へと続く。この地域は江戸時代より長良川の重要な港町として奥美濃からの木材や美濃和紙の陸揚げが多く、それを扱う問屋町として栄えた。特に美濃和紙は岐阜提灯、岐阜和傘、岐阜うちわなど岐阜市の伝統工芸には欠くことのできない物で川原町が岐阜市の工芸品を生んだと言っても過言ではない。奇跡的に戦中の岐阜空襲を逃れることができたこの地域には、現在も格子戸のある家屋や狭い間口に長い奥行きという昔ながらの日本家屋が軒を連ねている。岐阜市の「長良川プロムナード計画」による整備が行われるまでは空家や倉庫として使われる建物が多く注目を浴びることは少なかったが、近年は整備が進み町並みが整い鵜飼観光などで訪れた人々で賑わっている。2015年（平成27年）4月24日、「信長公のおもてなし」が息づく戦国城下町・岐阜 」の構成文化財として日本遺産に認定される。

## 町並み
通りは格子戸や荒格子、黒塀のある家屋が目を引く古い町並み。歴史や伝統のある老舗、明治時代の眠っていた町屋を改装したカフェなど古今の文化が混在する。

### 主な建物
- 住井冨次郎商店 - 岐阜市の伝統工芸岐阜うちわ、柿渋を塗って仕上げる渋うちわを専業で作っている岐阜市で唯一残っているうちわ屋。
- 丁子屋（深尾吉左衛門家） - 和紙問屋。お茶席で使われる利休懐紙の全国の5割はここの卸。
- 玉井屋 - 伝統のお菓子「登り鮎」などを作る明治41年創業の御菓子司。
- 川原町屋 - かつての和紙問屋を改装したカフェ。蔵を改造、ギャラリー兼喫茶室としている。店の前の丸いポストが目印。
- ギャラリー元浜 - 築120年の町屋を改装し、若手作家の作品を展示・販売するギャラリー。

### 町名
- 地区内には木挽町・材木町・茶屋町・金屋町・大工町・魚屋町・靱屋町など名残の町名が存在し当時の繁栄振りが窺える。

## 長良川プロムナード計画による整備
長良川で行われる鵜飼の乗船場から続く通りのため、2000年より岐阜市の「長良川プロムナード計画」の「長良川湊町ゾーン」整備の一環として電線の地中化などの整備を随時行っていて、2001年6月には建物の高さや材料、色などを取り決めた地元住民による「川原町まちづくり協定」が作られ徐々に町並みが整ってきている。

## 参考画像

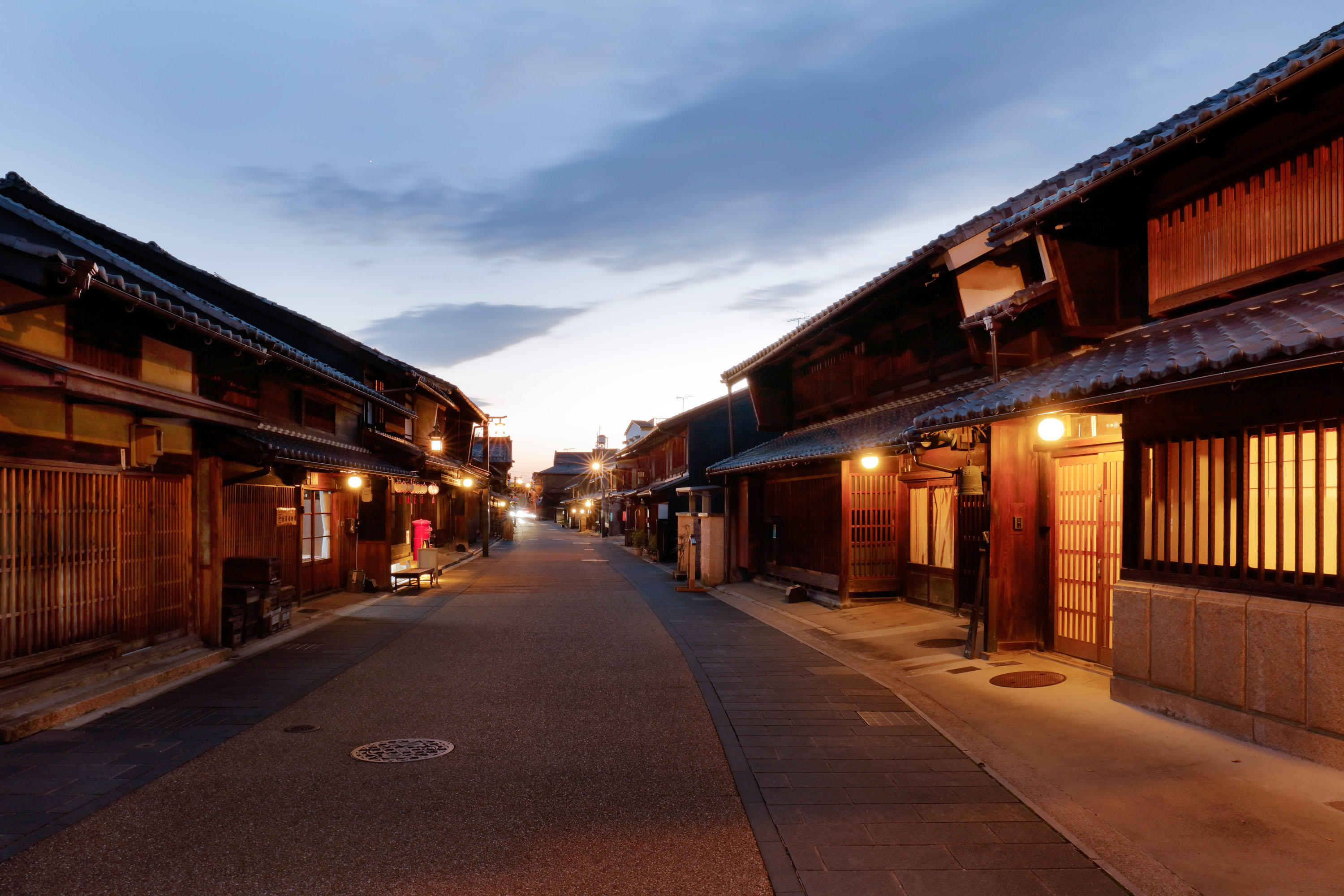
目抜き通り
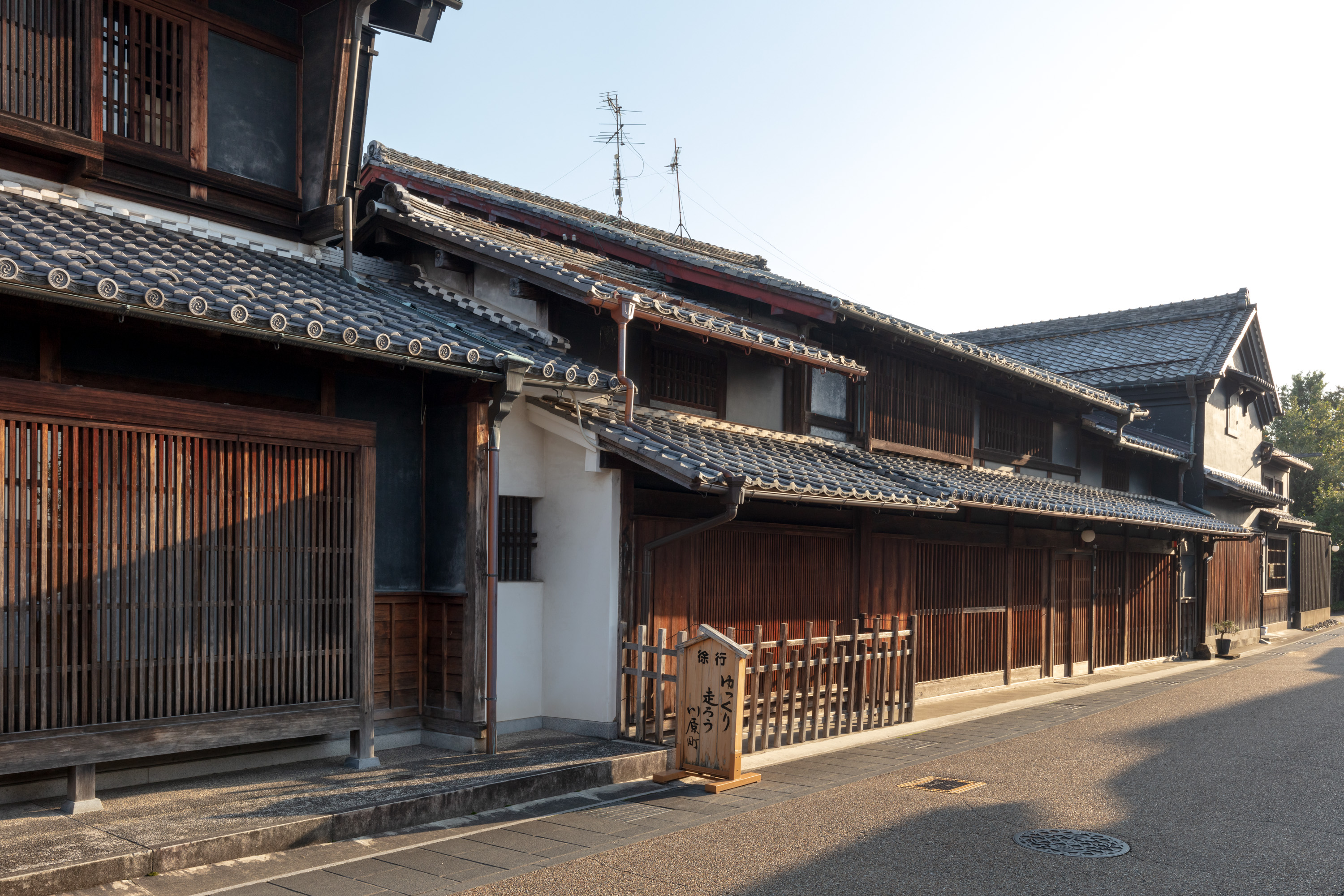
目抜き通り
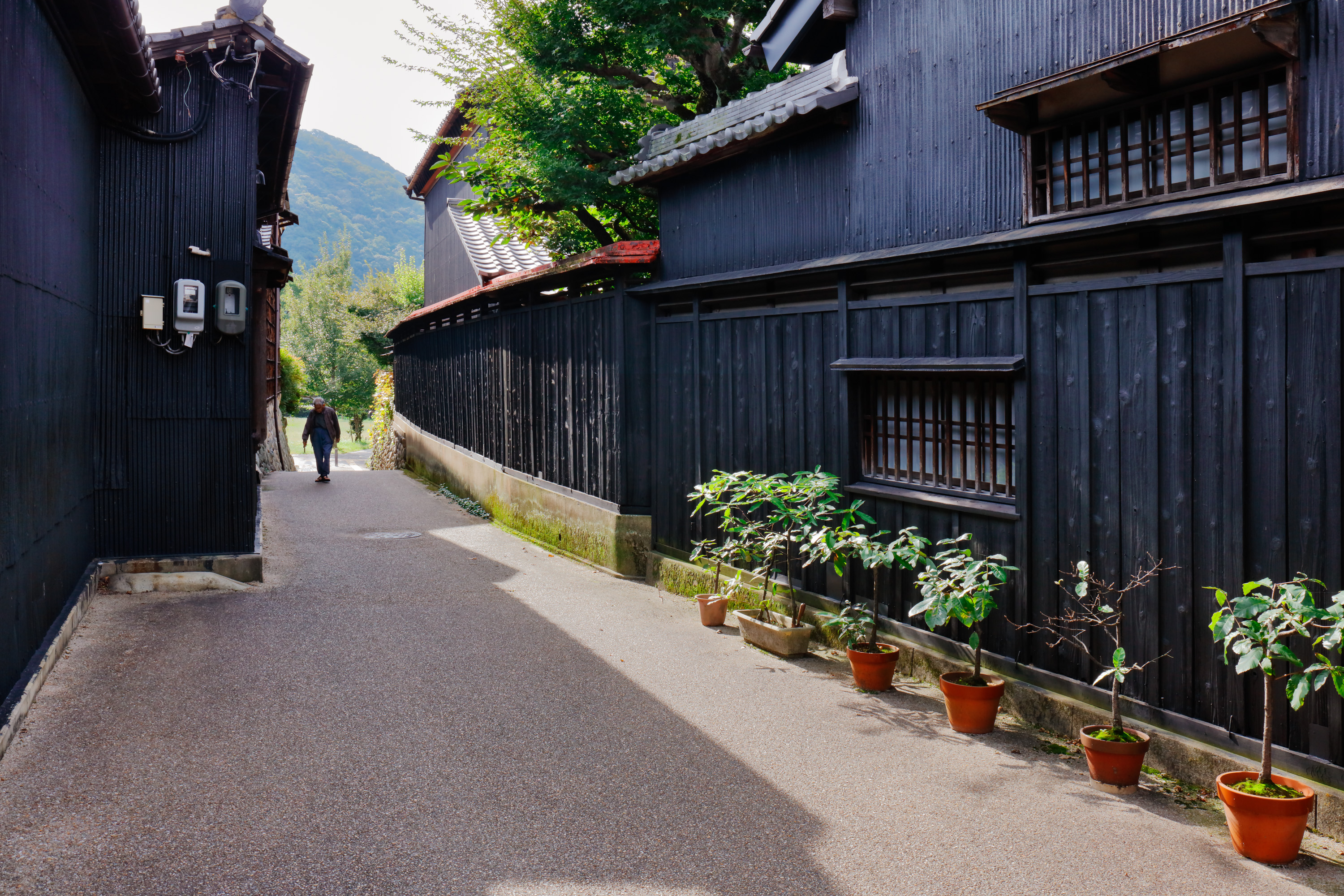
小道
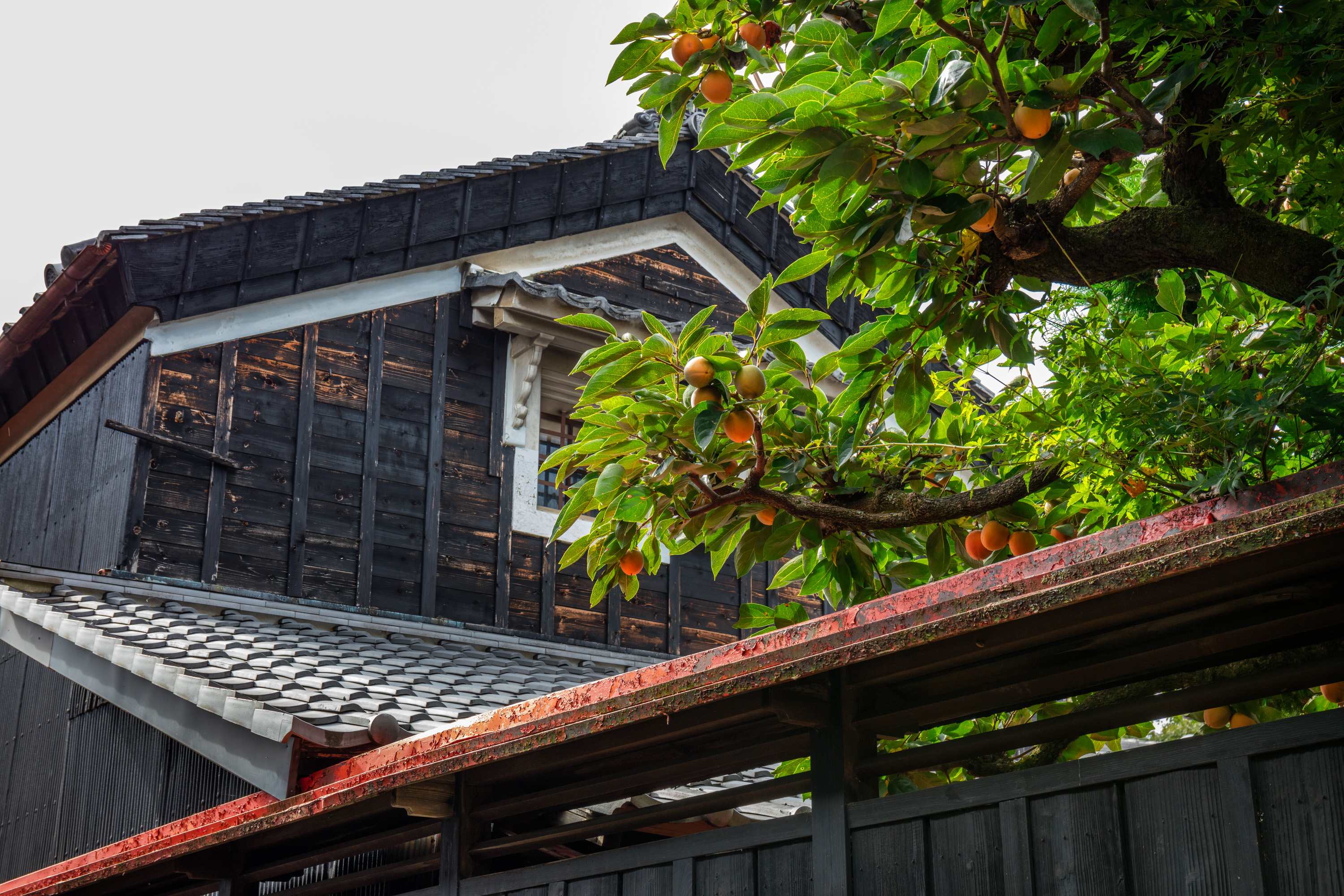
蔵のある家
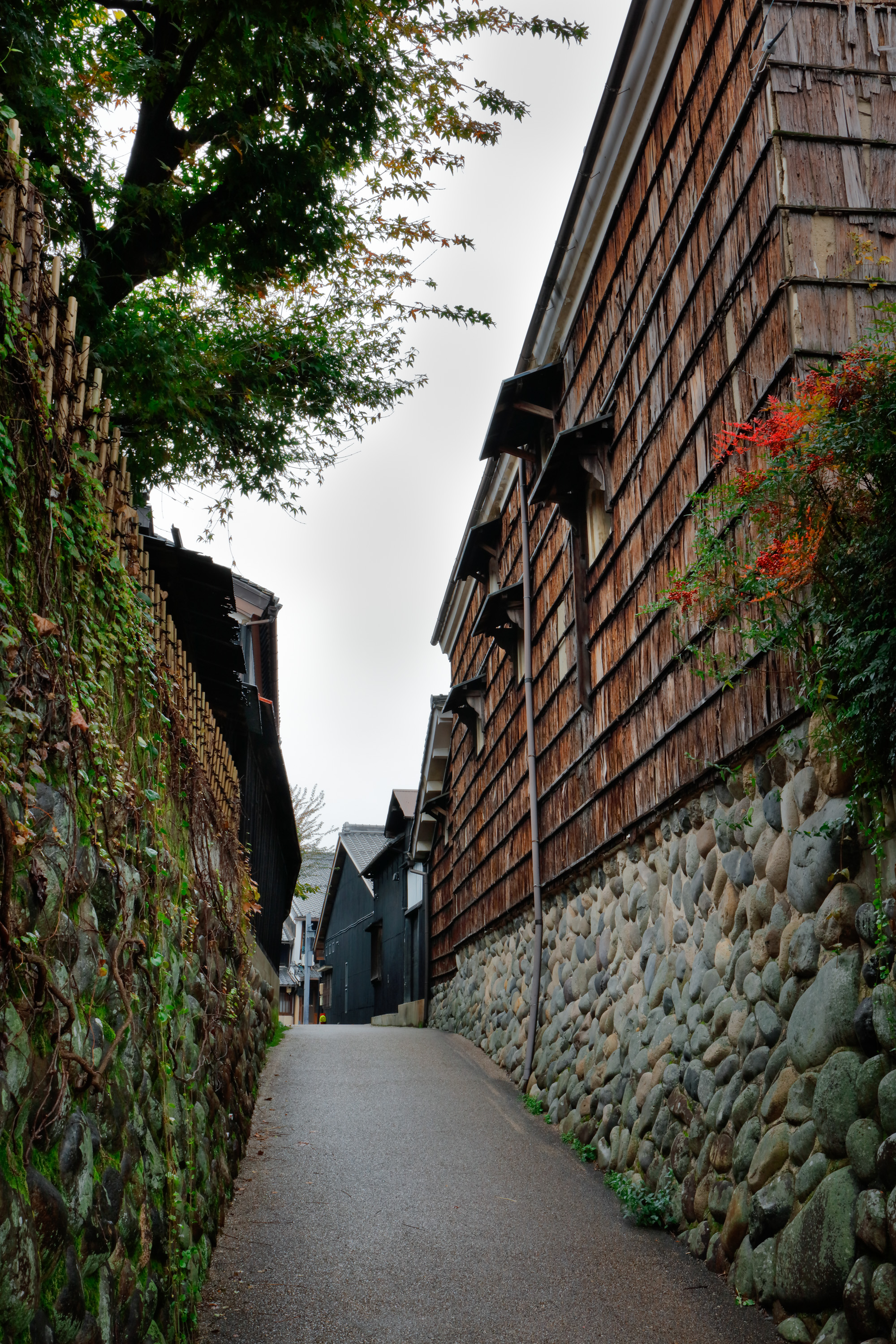
小道
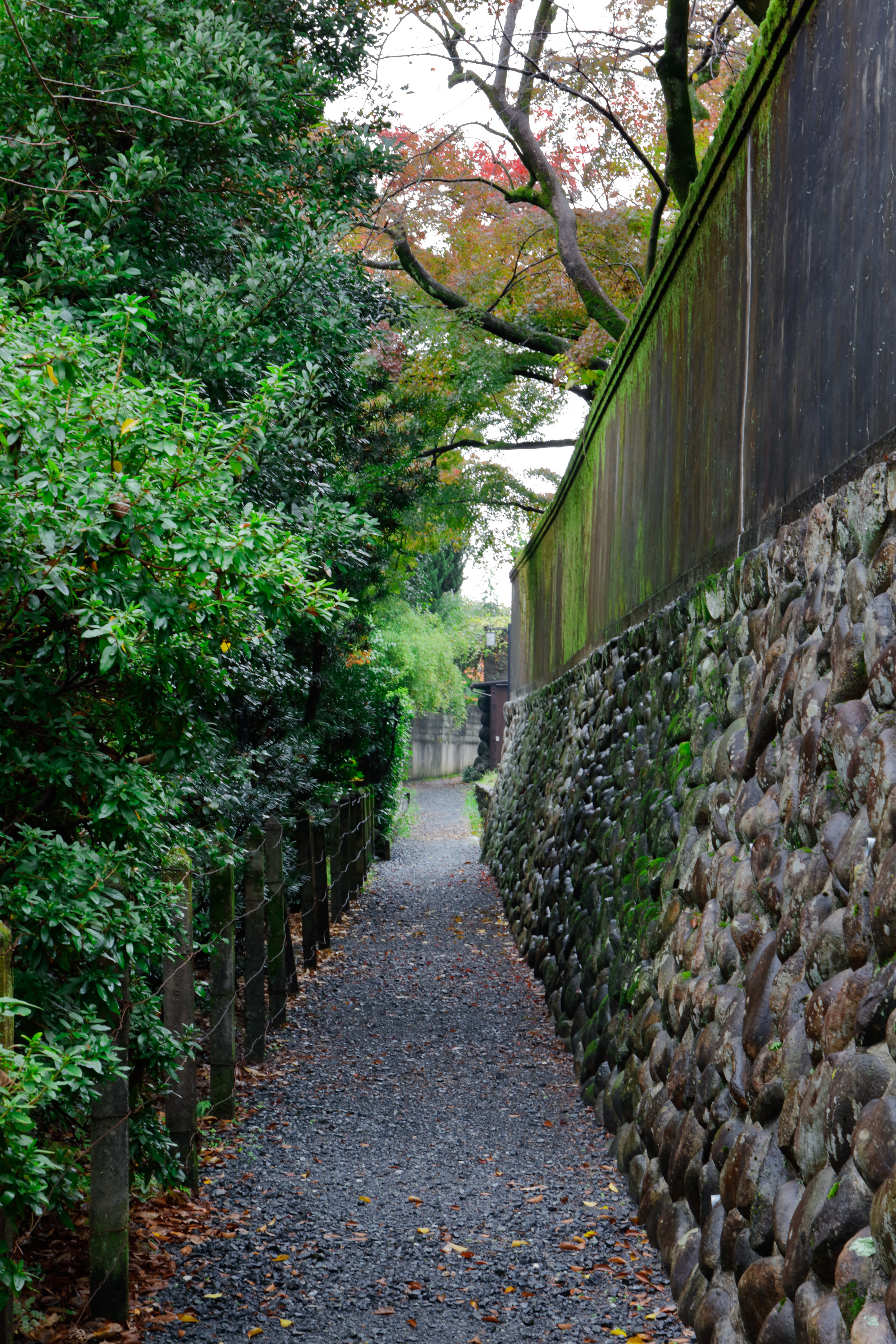
散策道
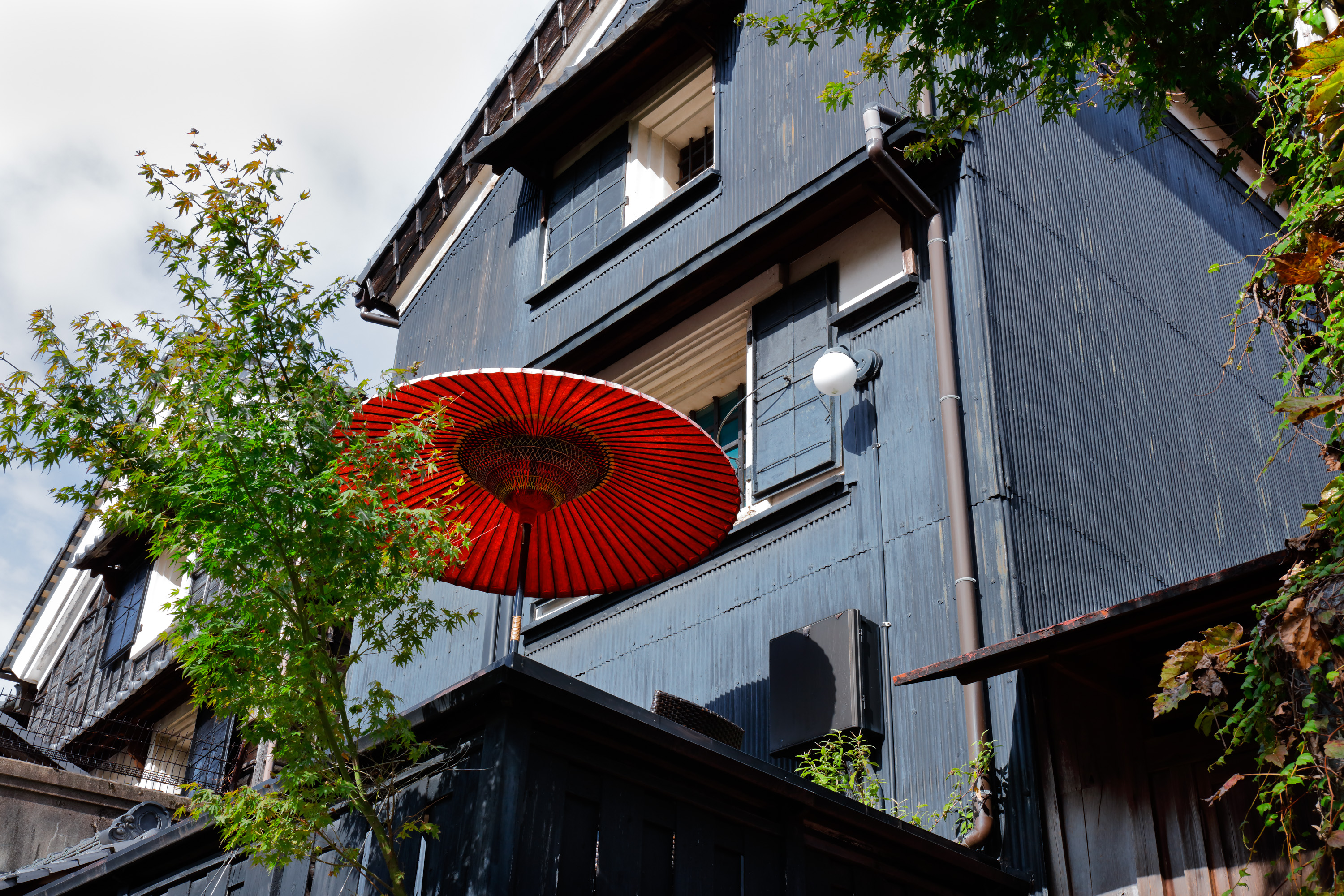
川原町屋裏
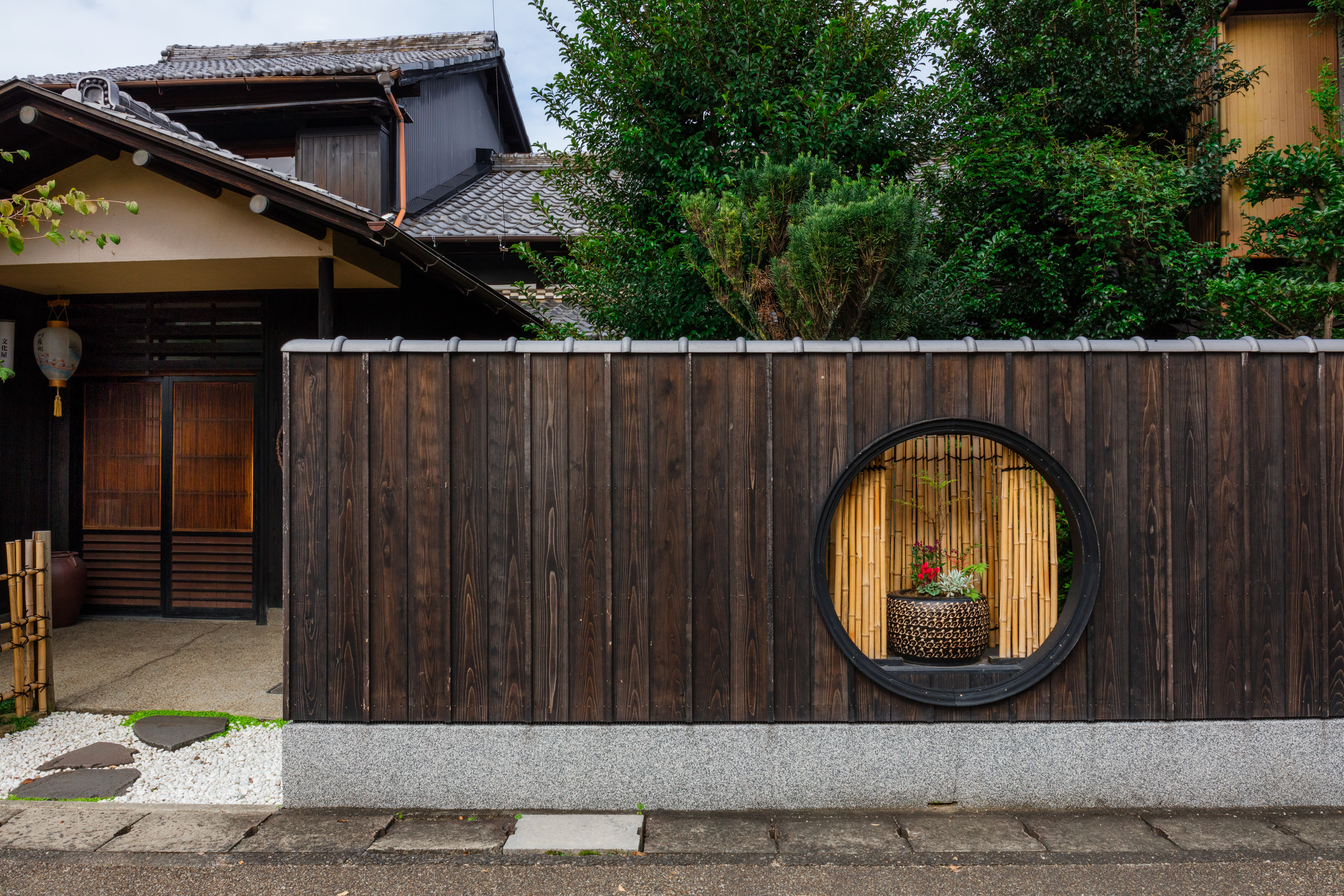
文化屋
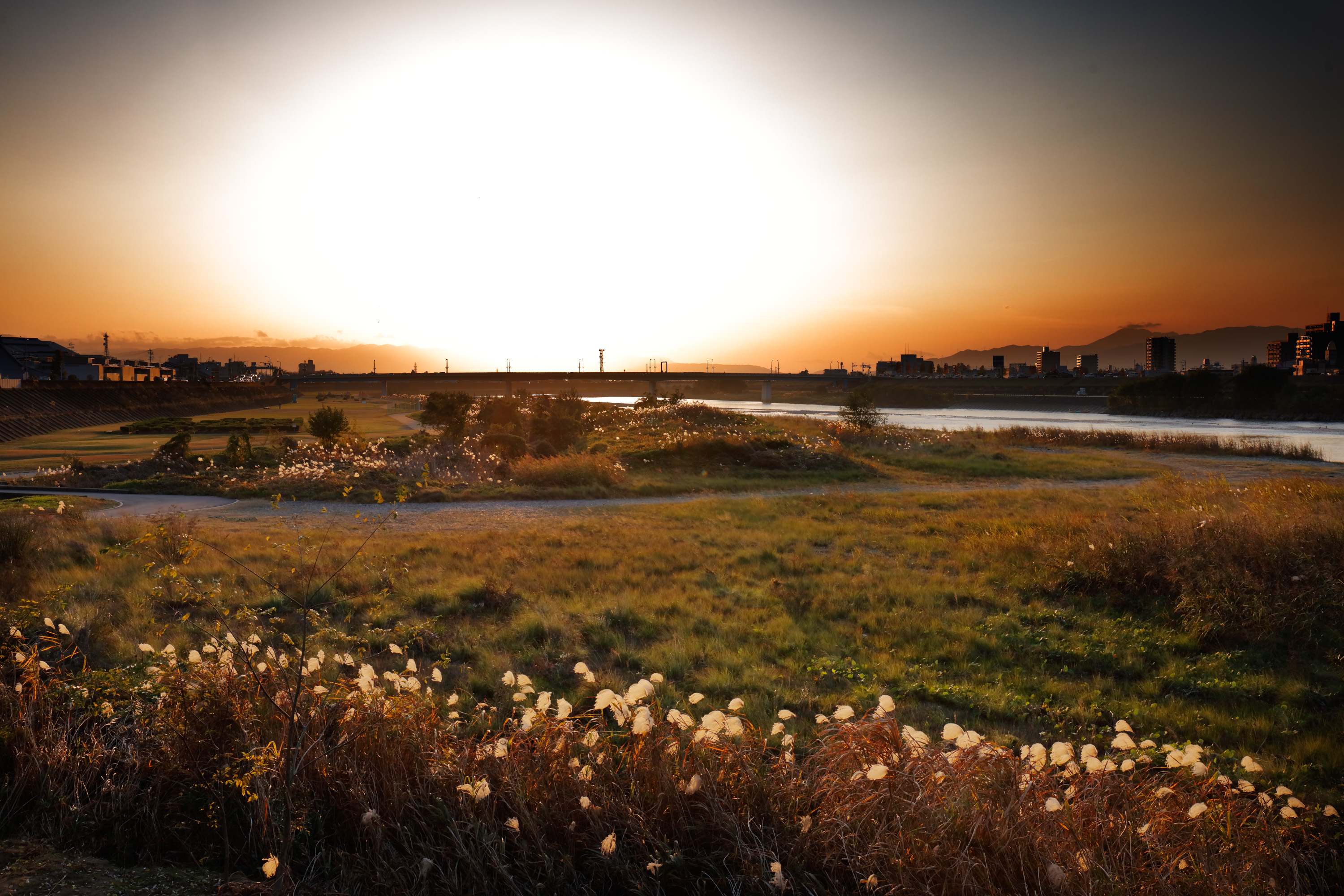
長良川河川敷

## 交通アクセス
- 公共交通機関としては、JR岐阜駅または名鉄岐阜駅から岐阜バス「高富行き」「市内ループ線左回り」など長良橋経由路線で15分。バス停「長良橋」下車、徒歩1分ほど。
- 一般車の駐車場は、堤外駐車場・堤外第二駐車場（300円/回）、鏡岩緑地（河川敷・無料）

## 周辺
- 岐阜公園 | 岐阜城 | 日中友好庭園
- 岐阜大仏 | 正法寺
- 常在寺
- 妙照寺